# Tame Impala
«Tame Impala» (в перекладі з англ. «приручена імпала») — австралійський рок-гурт, заснований у 2007 році, головною особливістю якого є те, що всі його композиції написані, записані й продюсовані однією людиною - мультиінструменталістом Кевіном Паркером. Під час виступів наживо Паркеру допомагає гурт «Pond», члени якого офіційно і вважаються частиною «Tame Impala».
Після серії синглів і міні-альбомів у 2010 році Tame Impala випустила свій дебютний студійний альбом, Innerspeaker, який став золотим в Австралії і був добре сприйнятий критиками. 5 жовтня 2012 року гурт випустив альбом Lonerism, який досягнув платинового статусу в Австралії і отримав премію Греммі в номінації «Найкращий альтернативний музичний альбом». Третій альбом групи, Currents, було випущено 17 липня 2015 року, він отримав безліч нагород і номінувався на Греммі в категорії «Найкращий альтернативний музичний альбом».
У 2010 році Tame Impala зняли в Україні кліп на пісню Solitude is Bliss.
У 2015 році відеокліп на успішну композицію Let It Happen з нового на той час альбому «Currents» зняли в Міжнародному аеропорті «Бориспіль» та готелі Hilton у Києві.
На даний момент останнім альбомом гурту є The Slow Rush, що вийшов 14 лютого 2020 року.

## Історія

### 2007–2008: рання кар'єра
Витоки Tame Impala можна знайти на музичній сцені Перта. Музикант Кевін Паркер грав у кількох гуртах, одним з яких був рок-дует Dee Dee Dums, що складався з Паркера (гітара) та Люка Епштейна (барабани). Tame Impala з'явився у 2007 році як домашній проєкт, створений Паркером, і він виклав кілька треків на Myspace. Це викликало інтерес з боку кількох лейблів, і зрештою, у липні 2008 року він підписав міжнародну угоду з незалежним лейблом Modular Recordings. Щоб перенести ці записи на живі виступи, Паркер заручився підтримкою Домініка Сімпера (бас) та Джея Вотсона (ударні), і вони почали грати на місцевих концертах.

### 2008–2009: однойменний мініальбом
За підписанням контракту з Modular незабаром послідував реліз однойменного мініальбому Tame Impala у вересні 2008 року. Він посів 1 місце в чарті австралійських незалежних лейблів і 10 місце в чарті фізичних синглів ARIA, а три пісні — «Desire Be, Desire Go», «Half Full Glass of Wine» і «Skeleton Tiger» — потрапили в національний радіоефір на радіостанції Triple J.
Гастролі Tame Impala у 2008 році включали виступи на розігріві для You Am I, The Black Keys, Yeasayer і MGMT, а також виступи на фестивалях Southbound Festival, Meredith Music Festival і Falls Festival, а також національні турне на підтримку їхнього мініальбому. Гастролі 2009 року включали аншлаговий шестиденний національний тур «Skeleton Tiger» і п'ятиденний британський тур (включаючи Nevereverland UK), а також виступи на фестивалі V Festival.
Tame Impala потрапив до списку Triple J's Hottest 100 у 2008 році — його перша поява у списку — з піснею «Half Full Glass of Wine» під номером 75. Пісня також увійшла до альбому-збірки Hottest 100.

### 2009–2010: «Sundown Syndrome»
Дебютний сингл Tame Impala, «Sundown Syndrome», був записаний на студії Toerag Studios у Лондоні, Великобританія, із звукорежисером Ліамом Вотсоном, коли група перебувала у Великобританії у березні 2009 року. Прем'єра «Sundown Syndrome» відбулася на шоу Річарда Кінгсмілла «2009» на радіо Triple J у неділю, 10 травня 2009 року. Пісня була випущена в липні 2009 року на вінілі і в цифровому варіанті з кавером на «Remember Me» від DJ Blue Boy.
Потім гурт став хедлайнером першого «Rottofest» у серпні 2009 року, щорічного фестивалю комедій, кіно і музики, що проходив на острові Роттнест біля узбережжя Західної Австралії. Після Rottofest вони вирушили у національний тур, який тривав у вересні та жовтні 2009 року на підтримку синглу. «Remember Me» з'явився під номером 78 у списку Triple J's Hottest 100 за 2009 рік.
«Sundown Syndrome» увійшла до саундтреку номінованого на «Оскар» фільму «Дітки в порядку». «Half Full Glass of Wine» була використана в популярному телесеріалі HBO «Антураж» як фінальна пісня одного з епізодів.
Tame Impala виступили на австралійському/новозеландському фестивалі Big Day Out на початку 2010 року, граючи разом з такими гуртами, як Muse, The Mars Volta, Kasabian і Rise Against.

## Дискографія

### Студійні альбоми
- Innerspeaker (2010)
- Lonerism (2012)
- Currents (2015)
- The Slow Rush (2020)

### Мініальбоми
- Tame Impala [H.I.T.S. 003] (2008)
- Tame Impala (2008)

### Концертні альбоми
- Live at the Corner (2010)
- Live Versions (2014)

## Нагороди і номінації

### WAMI Awards
| Рік  | Номіновано                        | Нагорода                 | Результат |
| ---- | --------------------------------- | ------------------------ | --------- |
| 2009 | Tame Impala                       | Most Popular Act         | Номінація |
| 2009 | Tame Impala                       | Most Popular Live Act    | Номінація |
| 2009 | Tame Impala                       | Favourite Newcomer       | Перемога  |
| 2009 | Tame Impala                       | Most Promising New Act   | Перемога  |
| 2009 | Tame Impala                       | Best Rock Act            | Номінація |
| 2009 | Tame Impala EP                    | Most Popular Single/EP   | Перемога  |
| 2009 | «Half Full Glass of Wine»         | Most Popular Music Video | Номінація |
| 2009 | Kevin Parker                      | Best Male Vocalist       | Номінація |
| 2009 | Dominic Simper                    | Best Bassist             | Номінація |
| 2009 | Jay Watson                        | Best Drummer             | Номінація |
| 2010 | Tame Impala                       | Best Rock Act            | Номінація |
| 2011 | Tame Impala                       | Most Popular Act         | Перемога  |
| 2011 | Tame Impala                       | Most Popular Live Act    | Перемога  |
| 2011 | Tame Impala                       | Best Rock Act            | Перемога  |
| 2011 | Innerspeaker                      | Most Popular Album       | Номінація |
| 2011 | Kevin Parker                      | Best Guitarist           | Перемога  |
| 2013 | Tame Impala                       | Group of the Year        | Перемога  |
| 2013 | «Feels Like We Only Go Backwards» | Single of the Year       | Перемога  |
| 2013 | Lonerism                          | Album of the Year        | Перемога  |
| 2013 | «Elephant»                        | Music Video of the Year  | Перемога  |
| 2015 | Tame Impala                       | Best Rock Act            | Номінація |
| 2015 | Tame Impala                       | Most Popular Act         | Перемога  |
| 2015 | Tame Impala                       | Most Popular Live Act    | Перемога  |
| 2015 | Currents                          | Best Album               | Перемога  |
| 2015 | «Let It Happen»                   | Best Single              | Номінація |
| 2015 | «Let It Happen»                   | Most Popular Music Video | Перемога  |

### ARIA Awards
Tame Impala виграли 8 із 19 номінацій.
| Рік  | Номіновано      | Нагорода                 | Результат |
| ---- | --------------- | ------------------------ | --------- |
| 2010 | Tame Impala     | Best Group               | Номінація |
| 2010 | Tame Impala     | Breakthrough Artist      | Номінація |
| 2010 | Innerspeaker    | Album of the Year        | Номінація |
| 2010 | Innerspeaker    | Best Rock Album          | Номінація |
| 2010 | Innerspeaker    | Best Cover Art           | Номінація |
| 2013 | Tame Impala     | Best Group               | Перемога  |
| 2013 | Tame Impala     | Best Australian Live Act | Номінація |
| 2013 | Lonerism        | Album of the Year        | Перемога  |
| 2013 | Lonerism        | Best Rock Album          | Перемога  |
| 2013 | Lonerism        | Engineer of the Year     | Номінація |
| 2013 | Lonerism        | Producer of the Year     | Номінація |
| 2013 | Lonerism        | Best Cover Art           | Номінація |
| 2014 | Tame Impala     | Best Australian Live Act | Номінація |
| 2015 | Tame Impala     | Best Group               | Перемога  |
| 2015 | Currents        | Album of the Year        | Перемога  |
| 2015 | Currents        | Best Rock Album          | Перемога  |
| 2015 | Currents        | Engineer of the Year     | Перемога  |
| 2015 | Currents        | Producer of the Year     | Перемога  |
| 2015 | «Let It Happen» | Best Pop Release         | Номінація |

### J Awards
| Рік  | Номіновано   | Нагорода                     | Результат |
| ---- | ------------ | ---------------------------- | --------- |
| 2010 | Innerspeaker | Australian Album of the Year | Перемога  |
| 2012 | Lonerism     | Australian Album of the Year | Перемога  |
| 2015 | Currents     | Australian Album of the Year | Номінація |

### Grammy Awards
| Рік  | Номіновано | Нагорода                     | Результат |
| ---- | ---------- | ---------------------------- | --------- |
| 2014 | Lonerism   | Best Alternative Music Album | Номінація |
| 2016 | Currents   | Best Alternative Music Album | Номінація |

### Brit Awards
| Рік  | Номіновано | Нагорода                 | Результат |
| ---- | ---------- | ------------------------ | --------- |
| 2016 | Currents   | Best International Group | Перемога  |

### Rolling Stone Awards
Rolling Stone Australia Awards нагорода за внесок у поп-культуру в Австралії та Новій Зеландії.
| Рік  | Номіновано   | Нагорода          | Результат |
| ---- | ------------ | ----------------- | --------- |
| 2011 | Innerspeaker | Album of the Year | Перемога  |
| 2012 | Lonerism     | Album of the Year | Перемога  |

### APRA Awards
| Рік  | Номіновано                        | Нагорода                            | Результат |
| ---- | --------------------------------- | ----------------------------------- | --------- |
| 2011 | Kevin Parker                      | Breakthrough Songwriter of the Year | Номінація |
| 2013 | «Feels Like We Only Go Backwards» | APRA Song of the Year               | Перемога  |
| 2013 | «Elephant»                        | APRA Song of the Year               | Номінація |

### EG Music Awards
| Рік  | Номіновано | Нагорода  | Результат |
| ---- | ---------- | --------- | --------- |
| 2012 | «Elephant» | Best Song | Перемога  |